# Otto Beuttenmüller
Otto Beuttenmüller (* 1. April 1901 in Bretten; † 1. Juli 1999 ebenda) war ein deutscher Volkswirt sowie Familien- und Heimatforscher.

## Leben und Wirken
Otto Beuttenmüller wurde als Sohn des Fabrikanten Ernst Beuttenmüller (1864–1940) und dessen Frau (∞ 1896) Margarethe Auguste, geb. Dietze (1874–1918) geboren. Die Familie stammte aus dem schwäbischen Beihingen und hatte in Bretten einen metallverarbeitenden Betrieb eröffnet. Sein Vater war in der Heimatpflege engagiert und kümmerte sich um das Georg-Wörner-Museum, heute ein Teil des Brettener Stadtmuseums.
Sohn Otto besuchte die Volks- und Realschule in Bretten sowie die Oberrealschule in Bruchsal und studierte von 1919 bis 1925 an der Johann Wolfgang Goethe-Universität Frankfurt am Main und an der Technischen Universität München Wirtschafts- und Sozialwissenschaften. Er wurde 1927 über das Volksvermögen und dessen statistische Erfassung zum Dr. rer. pol. promoviert. Nach seinem Studium kehrte er nach Bretten zurück.
Jahrzehntelang leitete er mit seinem Bruder Hermann Beuttenmüller das Brettener Familienunternehmen.

## Wirken
Sein größtes Arbeitsgebiet war die Genealogie. 1924 trat er dem Verein für Württembergische Volkskunde bei. Er veröffentlichte zahlreiche Publikationen über die Stammfolge zahlreicher Familien, darunter Wörner, Scheifele, Paravicini, Ammann, Egetmeyer, Fresenius, Autenrieth und Zipperer. Auch die Geschichte zahlreicher Familienstiftungen hatte er erforscht. Über 20 Jahre lang war er Schatzmeister des Dachverbands Deutsche Arbeitsgemeinschaft genealogischer Verbände mit Sitz in Stuttgart. Der Dachverband veröffentlichte anlässlich Beuttenmüllers 80. Geburtstages die Ahnenliste des Jubilars zu zehn Generationen in den „Hessischen Ahnenlisten“.
Darüber hinaus betreute er über ein halbes Jahrhundert lang ehrenamtlich die Bibliothek des Melanchthonhauses. Mit seinem Sinn für Systematik brachte er Ordnung in die großen Melanchthon-Sammlungen in Bretten und Nürnberg. Als Abschluss dieser Tätigkeiten veröffentlichte er die Bibliografie der Schriften Philipp Melanchthons, die in der Fachwelt auf große Resonanz stieß. Für sein „Vorläufiges Verzeichnis der Melanchthondrucke des 16. Jahrhunderts“ wurde er 1960 von der Theologischen Fakultät der Universität Heidelberg mit dem Ehrendoktortitel ausgezeichnet.
Beuttenmüller engagierte sich außerdem in der Denkmalpflege und der Heimatkunde im Kraichgau. Er wirkte selbst bei der Bergung zahlreicher Bodenfunde mit. Bis zur Auflösung des Bezirksamts Bretten war er ehrenamtlicher Bezirks-Denkmalpfleger. Außerdem hat er selbst auch zahlreiche Bücher über Bretten verfasst, darunter eines über den geistigen Urheber des Melanchthonhauses, Nikolaus Müller und über die evangelische Kirche in Bretten. Zudem erstellte er ein alphabetisches Bürgerregister der Stadt in der Zeit von 1688 bis 1837. Zahlreiche Aufsätze erschienen in der ehemaligen Heimatbeilage Pfeifferturm oder in Brettener Jahrbüchern.
Für den Landesverein Badische Heimat erstellte er ein Gesamtinhaltsverzeichnis der Schriften „Badische Heimat“, „Mein Heimatland“, „Ekkhart-Jahrbuch“ und „Vom Bodensee zum Main“ der Jahrgänge 1914 bis 1970, das 1971 erschien.

## Schriften (Auswahl)
- Schwäbisches Geschlechterbuch. Band 8, 1968.
- Die Vögte im Oberamt Bretten. In: Brettener Jahrbuch. Band 5, 1972/1973.
- Badisches Geschlechterbuch. Band 4. 1972.
- Badisches Geschlechterbuch. Band 5. 1984.

## Ehrungen
- Goldene Gedenkmünze mit dem Bildnis Melanchthons und Ehrenurkunde (1960)
- Ehrendoktorwürde der theologischen Fakultät der Universität Heidelberg (1960)
- Bürgermedaille (1967) und Ehrenbürgerwürde (1986) der Stadt Bretten
- Bundesverdienstkreuz am Bande (22. Dezember 1972)[2]
- Nebeniusmedaille der Industrie- und Handelskammer Karlsruhe
- Ehrenmitglied des Landesvereins Badische Heimat
- Ehrenmitglied des Vereins für Württembergische Volkskunde (1971)
- Bundesverdienstkreuz 1. Klasse (30. März 1998)[2]

## Nachlass
Seine Bibliothek, die rund 5000 Bände umfasste, stiftete er zu seinem 95. Geburtstag der Stadt Bretten, die sie als Dr. Otto-Beuttenmüller-Bibliothek führt. Sie ist für die Öffentlichkeit zugänglich.